# CUDSS 14.1
CUDSS 14.1 è una galassia starburst, situata nella costellazione del Boote, la cui luce ha impiegato 10,405 miliardi di anni per giungere fino alla Terra, ma la distanza comovente è di 17,2 miliardi di anni luce.
La galassia fu scoperta alcuni anni fa grazie allo strumento denominato Submillimetre Common-User Bolometer Array (abbreviato SCUBA) montato sul 
James Clerk Maxwell Telescope, situato nell'Osservatorio di Mauna Kea alle Hawaii. Questo strumento opera alle lunghezze submillimetriche dello spettro, dal lontano infrarosso alle microonde.
Questa galassia, che appare alle osservazioni come era circa 3,3 miliardi di anni dopo il Big Bang, presenta una elevata attività di formazione stellare con un ritmo di varie centinaia di nuove stelle all'anno. Per contro, attualmente nella nostra Via Lattea si forma una sola nuova stella per anno.
Le osservazioni di CUDSS 14.1, come di altre galassie dello stesso tipo, risultava estremamente difficile a causa della spesso coltre di polvere presente nella galassia, connessa alla formazione stellare.
Successive osservazioni effettuate con la "Infrared Array Camera" (IRAC) e il "Multiband Imaging Photometer for Spitzer" (MIPS) del Telescopio spaziale Spitzer hanno raggiunto un maggior livello di accuratezza, permettendo di studiare sei delle "galassie SCUBA", identificando anche la presenza al loro interno di un buco nero supermassiccio.
Le stelle che si vanno formando in queste galassie si sono costituite in un'epoca precoce della storia dell'Universo e, dal momento che le galassie ellittiche contengono stelle molto vecchie, si è ipotizzato che le "galassie SCUBA" possano tra i essere precursori delle attuali galassie ellittiche.